# Beaupuy (Tarn-et-Garonne)
Beaupuy ist eine französische Gemeinde mit 274 Einwohnern (Stand: 1. Januar 2022) im Département Tarn-et-Garonne in der Region Okzitanien. Die Gemeinde gehört zum Arrondissement Montauban und zum Kanton Verdun-sur-Garonne. Die Einwohner werden Beaupuysiens genannt.

## Geographie
Beaupuy liegt etwa 28 Kilometer südwestlich von Montauban. An der nordwestlichen Gemeindegrenze verläuft der Fluss Nadesse. Umgeben wird Beaupuy von den Nachbargemeinden Bouillac im Norden und Westen, Savenès im Osten, Le Burgaud im Süden und Südosten, Bellesserre im Süden sowie Lagraulet-Saint-Nicolas im Südwesten.
| Jahr      | 1962 | 1968 | 1975 | 1982 | 1990 | 1999 | 2006 | 2013 |
| --------- | ---- | ---- | ---- | ---- | ---- | ---- | ---- | ---- |
| Einwohner | 195  | 148  | 130  | 133  | 158  | 173  | 261  | 320  |

## Persönlichkeiten
- Noël-Mathieu-Victor-Marie Gaussail (1825–1899), Bischof von Oran und Perpignan